# Émile Picard
Charles Émile Picard (24. července 1856, Paříž – 11. prosince 1941, tamtéž) byl francouzský matematik.
Jeho nejvýznamnější práce se týkají komplexní analýzy, algebraické geometrie a teorie diferenciálních rovnic. Dokázal například, že každá nekonstantní celá funkce (tj. funkce holomorfní na celé komplexní rovině) nabývá v komplexní rovině každé hodnoty, kromě nejvýše jednoho bodu.
Picard byl od roku 1889 členem francouzské Akademie věd (Académie des Sciences). Od roku 1917 až do své smrti zde pracoval jako tajemník.

## Vyznamenání
- velkokříž Řádu svatého Jakuba od meče – Portugalsko, 15. dubna 1921[1]